# الحجر (خنفر)

تعديل مصدري - تعديل

الحجر هي إحدى قرى عزلة جعار بمديرية خنفر التابعة لمحافظة أبين، بلغ تعداد سكانها 296 نسمة حسب تعداد اليمن لعام 2004.